# Persoonia spathulata
Persoonia spathulata (лат.) — кустарник, вид рода Персоония (Persoonia) семейства Протейные (Proteaceae), эндемик юго-запада Западной Австралии. Прямостоячий или раскидистый куст с опушёнными молодыми веточками, лопаткообразными листьями и жёлтыми цветками, расположенными поодиночке или парами.

## Ботаническое описание
Persoonia spathulata — прямостоячий или раскидистый куст высотой 0,3-0,9 м с гладкой корой и молодыми веточками, покрытыми как коричневыми железистыми волосками, так и сероватыми нежелезистыми. Листья в основном лопаткообразные, 15-38 мм в длину и 5-10 мм в ширину и скручены у основания. Цветки расположены поодиночке или парами на цветоносном побеге длиной до 2 мм, каждый цветок на цветоножке длиной 3,5-9 мм с листом или чешуйчатым листом у основания. Листочки околоцветника жёлтые, длиной 9-13 мм, пыльники желтые. Цветёт с декабря по январь, плод представляет собой гладкую костянку.

## Таксономия
Впервые вид был официально описан в 1810 году Робертом Брауном в Transactions of the Linnean Society of London по образцам, собранным им в заливе Лаки.

## Распространение и местообитание
Persoonia spathulata — эндемик юго-запада Западной Австралии. Растёт в редколесье в районе между скалой Динго, национальным парком Ле-Гранд-Кейп и заливом Исраэлит на юго-западе Западной Австралии.

## Охранный статус
Вид классифицируется как «второй приоритет» Департаментом парков и дикой природы Западной Австралии, что означает, что она малоизвестна и только из одного или нескольких мест.